# Les Weekenders
Les Weekenders (The Weekenders) est une série télévisée d'animation américaine en 39 épisodes de 23 minutes produite par Walt Disney Television Animation, diffusée du 26 février 2000 au 29 février 2004 dans le bloc de programmes Disney's One Saturday Morning sur le réseau ABC pour les deux premières saisons, sur le réseau UPN pour la troisième saison, et sur Toon Disney pour la quatrième.
En France, la série a été diffusée à partir de 2001 sur M6 dans Disney Kid, puis rediffusé sur TF1 dans Club Disney, et sur Disney Channel et Toon Disney. Au Québec, elle a été diffusée à partir du 8 septembre 2001 à la Télévision de Radio-Canada.
En Belgique, la série a été diffusée sur Club RTL.

## Synopsis
La série raconte les aventures du week-end des quatre amis d’école que sont Tino, Laure, Jimmy et Cléo.

## Distribution

### Voix anglophones
- Jason Marsden : Tino Tonitini
- Grey DeLisle : Lorraine « Lor » McQuarrie
- Phil LaMarr : Carver Descartes
- Kath Soucie : Petratishkovna « Tish » Katsufrakis

### Voix francophones
- Isabelle Ganz : La Maman
- Gaëlle Savary : maman de Tino
- Dorothée Pousséo : Lorraine « Laure » McQuarrie
- Marie-Eugénie Maréchal : Cléo Katsufrakis

 Source et légende : version française (VF) sur RS Doublage